# Cua de ventall de Mussau
El cua de ventall de Mussau (Rhipidura matthiae) és un ocell de la família dels dicrúrids (Dicruridae).

## Hàbitat i distribució
Habita boscos i zones més clares de l'illa de Mussau, al nord de Nova Hannover, dins l'arxipèlag Bismarck.